# Bimofa
Bimofa is een historisch Duits motorfietsmerk.
De bedrijfsnaam was: Bielefelder Motorradfabrik Gustav Kunstmann, later Bielefelder Motorradfabriek GmbH, Bielefeld.
Onder de honderden kleine merken die in de eerste helft van de jaren twintig in Duitsland op de markt kwamen was ook de motorfietsenfabriek van Gustav Kunstmann in Bielefeld. Hij begon in 1922 met de productie van tamelijk eenvoudige motorfietsjes met 2- en 2½pk-Hansa-inbouwmotoren met liggende cilinder. Hansa (Hansa Präzisionswerke AG) was eveneens in Bielefeld gevestigd. Alleen al in Bielefeld en omgeving bestonden in die tijd tientallen merken, die allemaal vergelijkbare motorfietsen maakten en zich richtten op de lokale/regionale markt, want het opbouwen van een dealernetwerk was niet mogelijk. In 1925 sloten ruim 150 kleine Duitse merken de poorten, waaronder zowel Hansa als Bimofa. Hansa bouwde wel nog auto's.